# Robert Kahn
|  | Per a altres significats, vegeu «Robert Kahn (compositor)». |

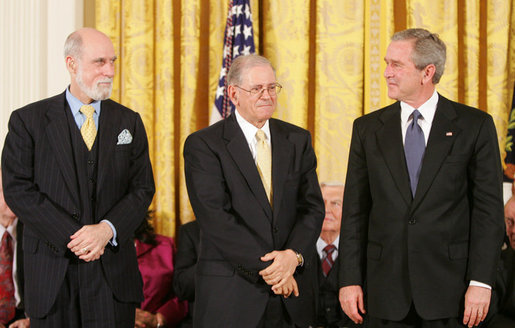
Vint Cerf i Kahn (centre) guardonats amb la Medalla de la Llibertat per part de George W. Bush.

Robert "Bob" Kahn (ciutat de Nova York, EUA, 23 de desembre de 1938) és un enginyer estatunidenc considerat un dels “pares” de la internet.

## Inicis de la seva carrera
Nascut el 1938 a la de Nova York, membre d'una família jueva d'ascendència desconeguda. El 1960 va rebre el seu títol d'enginyer al City College de Nova York, aconseguint un màster i el doctorat a la Universitat de Princeton el 1962 i 1964 respectivament. Va treballar en els Laboratoris Bell, i com a professor d'enginyeria elèctrica al MIT. Durant una absència programada de MIT, es va unir a Bolt Beranek and Newman (BBN), on va ser responsable del disseny general d'ARPANET, la primera xarxa de commutació de paquets.
El 1972 es va traslladar a l'Agència d'Investigació de Projectes Avançats de Defensa (DARPA) del departament de defensa dels Estats Units, i a l'octubre d'aquell any, va exhibir l'ARPANET connectant quaranta ordinadors a la International Computer Communication Conference, mostrant el sistema al públic per primera vegada. Després va ascendir a director de l'Oficina de Tècniques de Processament de la Informació del DARPA (IPTO), va iniciar l'ambiciós Programa Estratègic de Computació del govern dels Estats Units, el projecte més gran d'investigació i desenvolupament mai emprès per l'administració federal.

## Internet
Treballant en un projecte de comunicacions per satèl·lit, se li van ocórrer les idees inicials del que després s'anomenaria Transmission Control Protocol (TCP), el propòsit del qual era reemplaçar l'altre protocol de xarxa existent, el NCP, usat a l'ARPANET. Treballant en això, va tenir un paper decisiu en establir els fonaments de les xarxes d'arquitectura oberta, que permetrien la intercomunicació entre ordinadors i xarxes arreu del món, sense importar la maquinària o programari que cadascun usés. Per a arribar a aquesta meta el TCP va ser dissenyat amb les següents característiques: 
- Petites subseccions de la xarxa serien capaces de parlar entre si mitjançant un ordinador especialitzat que simplement reenvia paquets. Inicialment anomenat gateway, avui dia conegut com a encaminador.
- Cap porció de la xarxa podria constituir un punt de ruptura, de manera que tota la xarxa depengués del seu correcte funcionament, ni seria capaç de prendre control sobre tota la xarxa.
- Cada tros d'informació enviat a través de la xarxa rebria un nombre de seqüència, per a assegurar que fos processat en l'ordre adequat a la seva arribada a la destinació. Aquest nombre seria també usat per a detectar la pèrdua d'informació en trànsit.
- Un ordinador que enviï informació a un altre hauria de saber si aquesta ha estat rebuda quan el destinatari retorni un paquet especial, conegut com a acknowledgement (confirmació, justificant de recepció), per a cada tros d'informació enviat.
- Si la informació enviada es perd, seria retransmesa una vegada s'hagi superat el degut temps d'espera.
- Cada tros d'informació enviat a través de la xarxa aniria acompanyat d'un checksum, calculat per l'emissor original, i comprovat pel receptor, per a assegurar l'absència de danys durant el transport.

Vinton Cerf es va incorporar al projecte a la primavera de 1973, i junts van acabar una versió inicial del TCP. Després se separaria en dues capes, amb les funcions més bàsiques desplaçades a lInternet Protocol (IP). Les dues capes juntes són normalment conegudes com a TCP/IP, i són la base de la Internet moderna.

## Carrera recent
Després de tretze anys al DARPA, va deixar l'organització per a fundar la Corporation for National Research Initiatives (CNRI) el 1986, i el 2006 és director i president. El CNRI és una organització sense ànim de lucre dedicada a liderar i proveir fons per a investigació i desenvolupament de la National Information Infrastructure.
Va rebre el Premi SIGCOMM el 1993 per les seves visionàries contribucions tècniques i el seu lideratge en el desenvolupament de les tecnologies de la informació. El 2002 fou guardonat amb el Premi Príncep d'Astúries d'Investigació Científica i Tècnica juntament amb Lawrence Roberts, Vinton Cerf i Tim Berners-Lee. El 2004 va compartir el Premi Turing amb Vinton Cerf, “pel seu treball seminal en Xarxa informàtica, incloent-hi els protocols de comunicació bàsics d'Internet i pel seu inspirat lideratge en el camp”.